# Тернате (остров)
Терна́те (индон. Pulau Ternate) — остров в составе архипелага Молуккских островов в восточной Индонезии. Расположен к западу от острова Хальмахера, в прошлом центр Тернатского султаната.
Как и соседний остров, Тидоре, Тернате имеет конусообразную форму. Острова древнего мусульманского султаната имеют длинную историю. Эти острова были главным производителем гвоздики, благодаря которой султаны были самыми богатыми и могущественными монархами в регионе. В доколониальный период правители Тернате имели политическую и экономическую власть над большей частью «Островов пряностей».
На сегодняшний день Тернате — крупнейший город и административный центр провинции Северное Малуку, который входит в состав муниципалитета (kotamadya).

## География

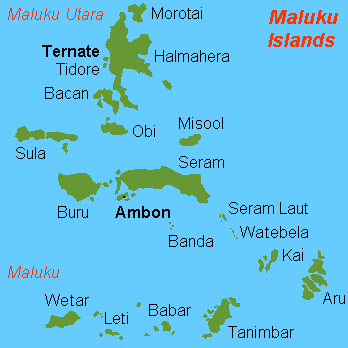
Остров Тернате в архипелаге Молуккских островов

Над островом Тернате возвышается стратовулкан Гамалама (1715 м). Извержение 1840 года разрушило большую часть зданий острова, в конце XX века вулкан извергался в 1980, 1983 и 1994 годах. В предгорьях растут гвоздичные рощи.
На сегодняшний день площадь острова составляет 76 км², по состоянию на июль 2003 года население острова составляло 145 143 человек.
На северо-восточном побережье острова есть аэропорт.
Бату Ангус — 300-летний магмовый поток — находится в северо-восточной части острова. Остров Хири — вулканический конус, лежащий у северного побережья Тернате. Кишащее крокодилами озеро Толире находится в кратере на северо-западе и ограничено отвесными скалами. На севере Тернате находится пляж Суламадаха, на западном побережье — Афетадума и Джобурики, на южной стороне острова есть пляж у деревни Кастела.

## Геология
Тернате находится в очень сейсмически активной зоне, регулярно происходят извержения вулканов и землетрясения.

## История

### Доколониальный период
Тернате и близлежащий Тидоре были главными мировыми производителями гвоздики, обеспечивая политическое могущество и экономическое влияние своих султанов в индонезийском регионе. Большая часть их богатств уходила на междоусобные войны. К завершению колонизации Молуккских островов голландцами в XIX веке султаны Тернате управляли империей, которая имела как минимум номинально в сфере своего влияния Амбон, Сулавеси и Папуа.
Наивысшего расцвета султанат Тернате достиг к концу XVI века при правлении султана Бабуллы, когда под его влиянием находилась восточная часть Сулавеси, территория Амбона и Серама, а также отдельные районы Папуа. В это время султанат Тернате соперничал за контроль удалённых территорий с рядом находившимся султанатом Тидоре. Согласно историку Леонарду Андая, противостояние Тернате и Тидоре является доминирующим фактором в ранней истории Молуккских островов.
В результате того, что большую роль в экономике острова играла торговля, Тернате стал одним из первых мест в регионе, подвергшемся влиянию ислама, вероятно, пришедшего с Явы в конце XV века. Первоначально в новую веру обратился узкий круг правящей семьи Тернате, впоследствии ислам распространился среди всех слоёв населения.

### Европейцы

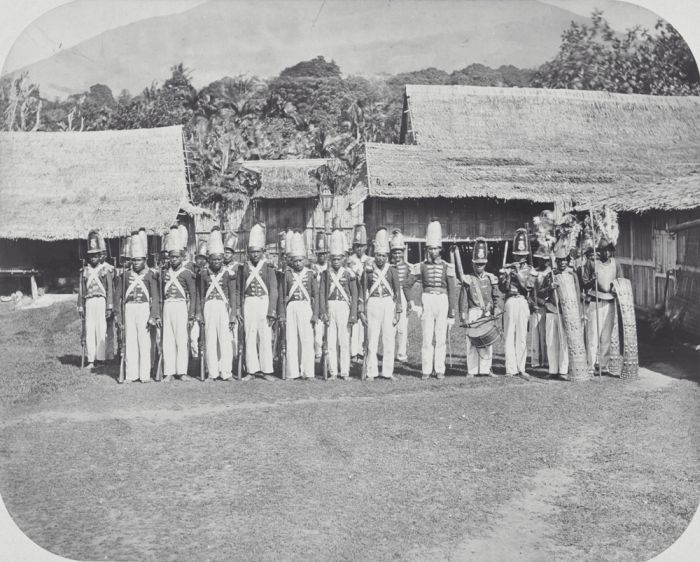
Гвардия султана Тернате.

Первыми европейцами, остановившимися на Тернате, стала часть португальской экспедиции Франсишку Серрана к Малакке, которая потерпела кораблекрушение у острова Серам и была спасена местными жителями. Султан Абу Лаис, услышав о происшествии, и, увидев возможность заключить союз с могущественной иностранной державой, привёз их на Тернате в 1512 году. Португальцам разрешили построить укрепления (Форт Толукко) на острове, строительство которых началось в 1522 году.
Отношения между жителями Тернате и португальцами с самого начала были напряжёнными. Служба в колонии, находящейся далеко от Европы, могла привлечь только самых отчаянных и жадных людей, а некорректному поведение португальцев с местными жителями сопутствовали также слабые попытки распространения христианства, что осложняло взаимоотношения с мусульманскими правителями Тернате, как и попытки монополизировать торговлю специями и вмешательство во внутреннюю политику.
В 1535 году султан Табариджи был свержен и переправлен португальцами на Гоа. Он перешёл в христианство и сменил имя на Дом Мануэль. После снятия обвинений против него, он отправился в обратный путь, чтобы занять свой трон, но умер по пути на Малакке в 1545 году. Он завещал остров Амбон своему крёстному отцу, португальцу Хордау да Фрейтас.
В 1570 году, после кого, как султана Хайруна казнили, а его голову подняли на пике, мусульмане Тернате восстали против португальцев, которых осаждали в своём замке до 1575 года, когда новый султан объявил замок своим дворцом. Новым центром деятельности на Молуккских островах португальцев стал Амбон. Влияние европейцев в регионе было слабым, и на Тернате усиливались ислам и антипортугальские настроения во время правления султана Бааба Уллы (1570—1583) и его сына султана Саида.
В 1580 году султана посетил британец Фрэнсис Дрейк, который удивил жителей Тернате тем, что не интересовался покупкой гвоздики, так как его корабль, Золотая лань, был под завязку загружен захваченным у испанцев золотом.
Так как португальцы боролись с мусульманским владычеством в Индийском океане, Тернате привлёк внимание Османской империи, которая получала информацию о юго-восточной Азии из султаната Ачех, и османского адмирала Куртоглу Хизир Рейса, который планировал посетить Яву, Борнео и Тернате, но был связан противостоянием с португальским флотом на Суматре.
Испанские и голландские торговцы соперничали за контроль за торговлей гвоздикой, играя на противоречиях между Тернате и Тидоре. Голландцы со временем стали главной европейской силой, несмотря на то, что султанат фактически существовал вплоть до наших дней. Испанцы захватили бывший португальский форт у тернатцев в 1606 году, депортировав султана Тернате и его окружение в Манилу. В 1607 году голландцы вернулись на Тернате, где с помощью местных жителей построили форт Малаё. Остров был разделен между двумя силами: испанцами, которые были в союзе с Тидоре, и голландцами, которые были в союзе с Тернате. Для правителей Тернате союз с голландцами давал значительные преимущества, а их присутствие на острове давало военное превосходство над Тидоре и испанцами. Во время правления султана Хамзы (1627—1648) Тернате увеличил свою территорию и построил укрепления для обороны периферии. Голландское влияние на султанат было ограниченным, пока Хамза и его наследник, султан Мандар Ся (1648—1675) не решили передать ряд территорий Голландской Ост-Индской компании (VOC) в обмен на помощь в подавлении восстаний. Испанцы покинули Тернате и Тодоре в 1663 году. В XVIII веке Тернате был под управлением VOC, которая контролировала всю торговлю в северной части Молуккских островов.

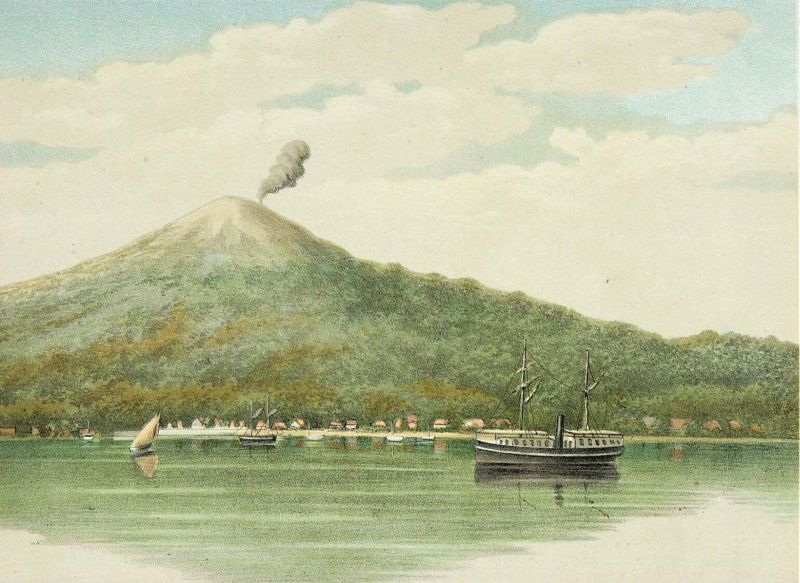
Остров Тернате. Фото 1880-х годов

С XIX века торговля специями стала приходить в упадок. Несмотря на то, что регион перестал быть приоритетным для голландцев, они сохраняли своё присутствие с целью предотвращения его оккупации другими колониальными империями. После того, как VOC была национализирована голландским парламентом в 1800 году, Тернате стал частью Губернаторства Молуккских островов (Gouvernement der Molukken). Тернате был оккупирован британскими войсками в 1810 году, но в 1817 году остров вернулся под контроль Голландии. В 1824 году Тернате стал административным центром провинции, в которую вошла также Хальмахера, западное побережье Новой Гвинеи, и часть восточного побережья Сулавеси. В 1858 году Альфред Рассел Уоллес написал своё известное письмо об эволюции, которое отправил Чарльзу Дарвину для опубликования (Письма с Тенате). В 1867 году вся оккупированная голландцами часть Новой Гвинеи была присоединена к провинции, но при этом административный центр был перенесён на Амбон, где и находился до её упразднения в 1922 году.

### XX век
Как и вся Индонезия, Тернате во время Второй мировой войны был оккупирован Японией; восточную Индонезию контролировал Японский императорский флот. После капитуляции Японии в августе 1945 года и объявления независимости Индонезии Тернате был оккупирован войсками Союзников в ноябре 1945 года, которые намеревались вернуть Индонезию под контроль Голландии. После обретения Индонезией независимости Тернате вошёл в состав провинции Малуку.
Тернате пережил всплеск насилия во время религиозного конфликта 1999-2000 годов, охватившего Молуккские острова, тем не менее, здесь конфликт не был таким острым, как на соседней Хальмахере. С 2003 года помещения бывших церквей и кинотеатров на Тернате занимают беженцы с Хальмахеры.

## Административное деление
Муниципалитет Тернате включает в себя четыре района (кекаматана):
- Палау Тернате
- Моти
- Северное Тернате
- Южное Тернате.

Административный центр — город Тернате (Кота Тернате). Муницаталитет входит в состав провинции Северное Малуку.

## Город Тернате
Город Тернате (индон. Kota Ternate) находится в 10 километрах от аэропорта. Коммерческий центр имеет длину 2 км от автовокзала у Форт Орани до Порта Ахмад Яни, куда прибывают паромы Pelni. Это крупнейший город Северного Малуку. В современном Дворце султана, построенном в 1796 году, открыт музей. Большой Форт Орани, построенный голландцами в 1607 году, был резиденцией Голландской Ост-Индской компании до её переезда в Батавию (Джакарта) около 1619 года.

## Транспорт
Воздушными воротами острова является аэропорт имени султана Бабуллы, в который совершают рейсы авиакомпании Wings Air (группа Lion Air), Merpati Nusantara Airlines, Garuda Indonesia, Batavia Air и Sriwijaya Air. Они связывают остров с Макасаром, Манадо и Джакартой. Морское сообщение обеспечивает компания Pelni.